# MassVentil Projekt
A MassVentil Projekt egy önkéntes fejlesztői munkára alapozott fejlesztési projekt, amelynek célja: "Egy moduláris tömeglélegeztető rendszer működő prototípusának kifejlesztése, amelyet krízishelyzetben nagyszámú, kritikus állapotú koronavírus beteg egyszerre történő lélegeztetésére lehet használni."
Az Óbudai Egyetem, Egyetemi Kutató és Innovációs Központjában (EKIK), valamint Neumann János Informatikai Karán született meg egy egyedülállónak mondható különleges berendezés megvalósításának ötlete, illeszkedve az Egyetem kiberorvosi rendszerek kutatás-fejlesztési stratégiai irányához. Egy olyan tömeg-lélegeztetőgép fejlesztésén, amely nagyszámú, egyszerre akár 5, 10, 50, esetleg még több, kritikus állapotú koronavírusos beteg ellátására is alkalmas lehet, akár tábori körülmények között is.

## Története
A 2019. decemberben Kínában kitört koronavírus-járvány Európába történt átterjedése elsőként Olaszországban eredményezett drámai helyzetet, elsősorban a tömeges intenzív kezelésre szoruló betegek nagy száma miatt. A kritikus állapotú betegek mesterséges lélegeztetésre szorulnak, ám a rendelkezésre álló egyedi lélegeztetőgépek korlátozott száma miatt nem minden beteget tudtak ilyen módon kezelni. Ez tragikusan sok halálesethez vezetett. Ez a felismerés, valamint az egészségügyi személyzet megvédésének szándéka vezette Dr. habil. Kozlovszky Miklós kutató-fejlesztő mérnököt egy egy moduláris tömeglélegeztető rendszer működő prototípusának kifejlesztésének elindítására, amelyet krízishelyzetben nagyszámú, kritikus állapotú koronavírus beteg egyszerre történő lélegeztetésére lehet használni.

### Mérföldkövek[3]
- 2020. február: Az olasz tapasztalatok alapján nyilvánvalóvá válik, hogy az emberéletek mentése során egyik legnagyobb probléma a lélegeztető gépek hiánya, illetve az, hogy a hagyományos lélegeztető gépek esetében a kilégezett levegő a közös légtérbe áramlik, így fokozottan veszélyezteti az egészségügyi személyzetet.
- 2020. 03. 02.: Dr. habil. Kozlovszky Miklós kutató-fejlesztő mérnök megálmodja és elindítja a csoportos megbetegedések ellátásához alkalmas moduláris tömeglélegeztető rendszer fejlesztését.
- 2020. 03. 11. A WHO világjárvánnyá nyilvánítja a COVID-19 járványt. Az országok elkezdik felvásárolni a lélegeztető gépeket, sürgetik az utánpótlást. A fejlődő országokban alig van berendezés.
- 2020. 03. 16.: Egy maroknyi lelkes mérnök összeépíti az első gépet, amin a koncepciót szemléltetik. A motor akkor még egy házi porszívó.
- 2020. 03. 18.: Az SE EKK DEI hallgatói is bekapcsolódnak a fejlesztésbe.
- 2020. 03. 20.: Megépül a következő verzió, amelyben már igazi motor van gépházban és szenzorokat is terveznek a rendszerbe.
- 2020. 03. 22.: Az Aneszteziológiai és Intenzív Terápiás Klinika orvosai is bekapcsolódnak a fejlesztésbe.
- 2020. 03. 24.: A páciens lélegeztetéshez fejlesztett szabályzók sikeresen működnek (még a PEEP is).
- 2020. 03. 26.: Elindul a MassVentil Projekt hivatalos kommunikációja, amelynek célja a projekt megismertetése annak érdekében, hogy a kutatók minél több fejlesztőmérnököt és egyéb szakembereket tudjanak bevonni, ezáltal gyorsabban haladjanak, mert a járvány rohamosan terjed
- 2020. 03. 28.: Elindul a "MassVentil - Build Mass Medical Ventillator to Beat Pandemic" elnevezésű nyilvános csoport a Facebook felületen
- 2020. 03. 30.: Elindul a MassVentil Projekt közösségi oldala a Facebook-on
- 2020. 04. 02.: Elindul a MassVentil Projekt weboldala
- 2020. 04. 07.: A "MassVentil - Build Mass Medical Ventillator to Beat Pandemic" elnevezésű nyilvános csoporthoz már több, mint 1000 önkéntes fejlesztő és támogató csatlakozott.

## A projekt leírása
Tömeglélegeztető rendszer csoportos megbetegedések ellátásához.
A projekt célja egy moduláris tömeglélegeztető rendszer működő prototípusának kifejlesztése, amelyet krízishelyzetben nagyszámú, kritikus állapotú koronavírus beteg egyszerre történő lélegeztetésére lehet használni. A COVID-19 járvány idejére a terveket és eredményeinket ingyenesen bocsájtjuk az azokat a gyakorlatban felhasználni kívánók rendelkezésére.
Olyan lélegeztető gépet terveznek, amely egyszerre akár 5-10-50 esetleg még több ember lélegeztetését is meg tudja oldani, védi az egészségügyi dolgozókat, és akár kórházon kívül, ad-hoc táborokban, csarnokokban is üzemeltethető. 
A MassVentil koncepció legfontosabb előnyei:
(1) A jelenleg használatos berendezések csak egy embert képesek ellátni, minden betegnek külön lélegeztetőgépet kell adni, így hamar elfogyhat a rendelkezésre álló mennyiség. A MassVentil megoldás egy központi gázelvezető rendszerből és egy kisebb pácienshez dedikált személyi lélegeztető gépből épül fel, a központi be- és kilégzési gázelvezető berendezéssel több beteget lehet egyszerre lélegeztetni, így több ember életét lehet megmenteni.
(2) A jelenleg használatos lélegeztető gépek esetében a kilégzett fertőző levegő a közös kórházi légtérbe kerül, így az orvosok fokozott veszélynek vannak kitéve, hiszen folyamatosan magas koncentrációjú vírusokkal szennyezett levegőben dolgoznak. A MassVentil berendezés a kilélegzett fertőző levegőt elvezeti a közös légtérből (és szűri is), ezzel lényegesen csökkenti az ápoló személyzet megfertőződésének kockázatát, így biztonságosabban, kisebb stressz mellett végezhetik a munkájukat.
(3) Az egészségügyi tömegtáborok felállításakor fontos szűrő tényező, hogy melyik berendezés használható kórházi infrastruktúra nélkül olyan helyen, ahol nincsenek elvezetőcsövek a falban és korlátozottan megoldható az áram elosztása, odavezetése minden egyes tábori ágyhoz. A MassVentil rendszer ad-hoc jelleggel telepíthető lesz kórházon kívüli környezetben, fejlett kórházi infrastruktúra nélkül is.
Néhány ilyen berendezés segítségével vészhelyzetben, tábori környezetben is több száz embert lehetne lélegeztetni egyszerre. Szerte a világban, táborokban elhelyezett emberek ezreinek életét lehetne megmenteni: betegekét, orvosokét, ápolókét. 

## Közösség[4]
A MassVentil Projekt fejlesztő közösségben mérnökök, kutatók, feltalálók, orvosok, közgazdászok, újságírók, fizikusok, matematikusok, jogászok és egyetemi hallgatók vannak.
A  közösség tagjai különböző országokban élnek, tagjai különböző nemzetiségűek. Párhuzamosan dolgoznak részfeladatokon, online tartják a kapcsolatot. A csapat összes tagja önkéntesként, ingyen adja bele tudása legjavát a fejlesztésbe. Elkötelezetten hisznek abban, hogy szellemi tőkéjük és közös munkájuk emberéletekre váltható. Közös munkájuk eredményét publikálják és mindenki számára, aki a COVID-19 járvány megfékezésén fáradozik, ingyen hozzáférhetővé teszik.